# Масафра
Маса̀фра (на италиански: Massafra) е град и община в Южна Италия, провинция Таранто, регион Пулия. Разположен е на 110 m надморска височина. Населението на града е 32 411 души (към 31 октомври 2010).